# 김병묵
김병묵(金昞默, 1943년 5월 19일 ~ )은 대한민국의 교육인이다. 
충청남도 서산 출생. 동암초등학교, 서산중학교, 국립목포해양고등학교에 이어 1968년 경희대학교 법률학과를 졸업한 뒤, 1973년부터 1980년까지 일본 긴키 대학 법학연구과에서 석·박사과정을 밟았다. 그 후 지난 1980년부터 경희대학교 법과대학 교수로 재직하며 후학을 가르쳤다. 
경희대학교 학생처장, 법과대학장, 행정대학원장, 기획조정실장 등을 거쳐 1998년 12월부터 경희대학교 부총장을 역임했으며, 2003년 11월에 경희대학교 제12대 총장으로 취임하였다.
총장직에서 물러난 이후 18대 총선에서 고향인 충청남도 서산·태안 지역구에 한나라당 후보로 출마했으나 낙선하였고, 그 해 8월 정년퇴임하였다.